# سائر (اسم)
سائر هو اسم علم مذكر من أصل عربي، ومعناه هو وهو الماشي السائر.

## الأصل اللغوي
1. سائر: (اسم)
  - سائر : فاعل من سارَ
2. سائِر: (اسم)
  - الجمع : سائرون و سوائِرُ ، المؤنث : سائرة ، و الجمع للمؤنث : سائرات و سوائِرُ
  - السائرُ : الباقي
  - والمثل السائر: الجاري الشائعُ بين الناس
  - اسم فاعل من سار
  - سَائِر عَلَى الأقْدَامِ : مَاشِي
3. سائر: (اسم)
  - اسم فاعل من سارَ/ سارَ على/ سارَ في
  - صفة سائدة: (الأحياء) صفة غالبة، ميزة أساسيَّة
4. السائر: (مصطلحات)
  - المثل السائر: المثل المتداول بين الناس. (فقهية)
5. السائر: (مصطلحات)
  - جمع سوائر ، سائر الشيء: باقية. (فقهية)
6. سَيْر: (اسم)
  - سَيْر : مصدر سارَ
7. سَيَّرَ: (فعل)
  - سيَّرَ يُسيِّر ، تسييرًا ، فهو مُسيِّر ، والمفعول مُسيَّر
  - سيَّر الشّيءَ: أسارَه؛ حرَّكه، جعله يسير ،
  - سيّر المحرِّكُ القاربَ: دفعه بقوّة[3]،

## وصلات خارجية
- موسوعة السلطان قابوس لأسماء العرب نسخة محفوظة 5 أبريل 2019 على موقع واي باك مشين.